# Gmina Oława
Die Gmina Oława ist eine Landgemeinde im Powiat Oławski, in der Woiwodschaft Niederschlesien im südwestlichen Teil Polens. Gemeindesitz ist die Kreisstadt Oława (deutsch Ohlau).

## Geografie
Das Gemeindegebiet umschließt die Stadt Oława und grenzt im Osten an die Woiwodschaft Oppeln. Oława ist Verwaltungssitz der Landgemeinde, gehört ihr aber nicht an, sondern bildet eine eigene Stadtgemeinde.

## Gemeindegliederung
Die Gmina gliedert sich in 33 Ortsteile mit einem Schulzenamt (sołectwo)
| - Bolechów (Bulchau) - Bystrzyca (Peisterwitz) - Chwalibożyce (Frauenhain) - Drzemlikowice (Jakobine) - Gać (Heidau) - Gaj Oławski (Goy; 1937–45: Göllnerhain) - Godzikowice (Rosenhain) - Godzinowice (Giesdorf) - Jaczkowice (Jätzdorf) - Jankowice (Jungwitz) - Jankowice Małe (Klein Jenkwitz) - Janików (Jankau; 1937–45: Grünaue) - Lizawice (Leisewitz) - Marcinkowice (Märzdorf) - Marszowice (Marschwitz) - Maszków (Philippsfeld) - Miłonów (Mellenau) | - Niemil (Niehmen) - Niwnik (Niefnig; 1937–45: Kresseheim) - Oleśnica Mała (Klein Öls) - Osiek (Hennersdorf) - Owczary (Tempelfeld) - Psary (Hünern) - Siecieborowice (Sitzmannsdorf) - Siedlce (Zedlitz) - Sobocisko (Zottwitz) - Stanowice (Stannowitz; 1936–45: Eisfeld) - Stary Górnik (Bergel) - Stary Otok (Ottag) - Ścinawa (Deutsch Steine) - Ścinawa Polska (Odersteine, bis 1922 Polnisch-Steine) - Zabardowice (Seiffersdorf) - Zakrzów (Sackerau) |

## Persönlichkeiten
- Nicolaus Weigel (um 1396–1444), Theologe, Teilnehmer am Konzil von Basel; geboren in Hennersdorf.
- Albert Horn (1840–1921), deutscher Reichstagsabgeordneter, Zentrum; geboren in Bulchau.